# Favara (Valencia)
Favara település Spanyolországban, Valencia tartományban. Favara Alzira, Cullera, Llaurí és Tavernes de la Valldigna községekkel határos. Lakosainak száma 2701 fő (2024).

## Népesség
A település népessége az utóbbi években az alábbiak szerint változott:
| Lakosok száma | 1747 | 1855 | 2048 | 2265 | 2456 | 2430 | 2473 | 2518 | 2578 | 2701 |
|               | 2001 | 2004 | 2007 | 2009 | 2012 | 2014 | 2017 | 2019 | 2022 | 2024 |